# Hlîstunivka, Horodîșce
Hlîstunivka (în ucraineană Хлистунівка) este o comună în raionul Horodîșce, regiunea Cerkasî, Ucraina, formată numai din satul de reședință.

## Demografie
Componența lingvistică a comunei Hlîstunivka
     Ucraineană (98,11%)
     Rusă (1,24%)
     Alte limbi (0,16%)
Conform recensământului din 2001, majoritatea populației comunei Hlîstunivka era vorbitoare de ucraineană (98,11%), existând în minoritate și vorbitori de rusă (1,24%).

## Legături externe
- pl Chłystynówka în Dicționarul geografic al Regatului Poloniei și al altor țări slave, volum I (Aa — Dereneczna) anul 1880

- pl Chłystunówka în Dicționarul geografic al Regatului Poloniei și al altor țări slave, volum XV, p. 1 (Abablewo — Januszowo) 1900